# Ciobănesc românesc corb

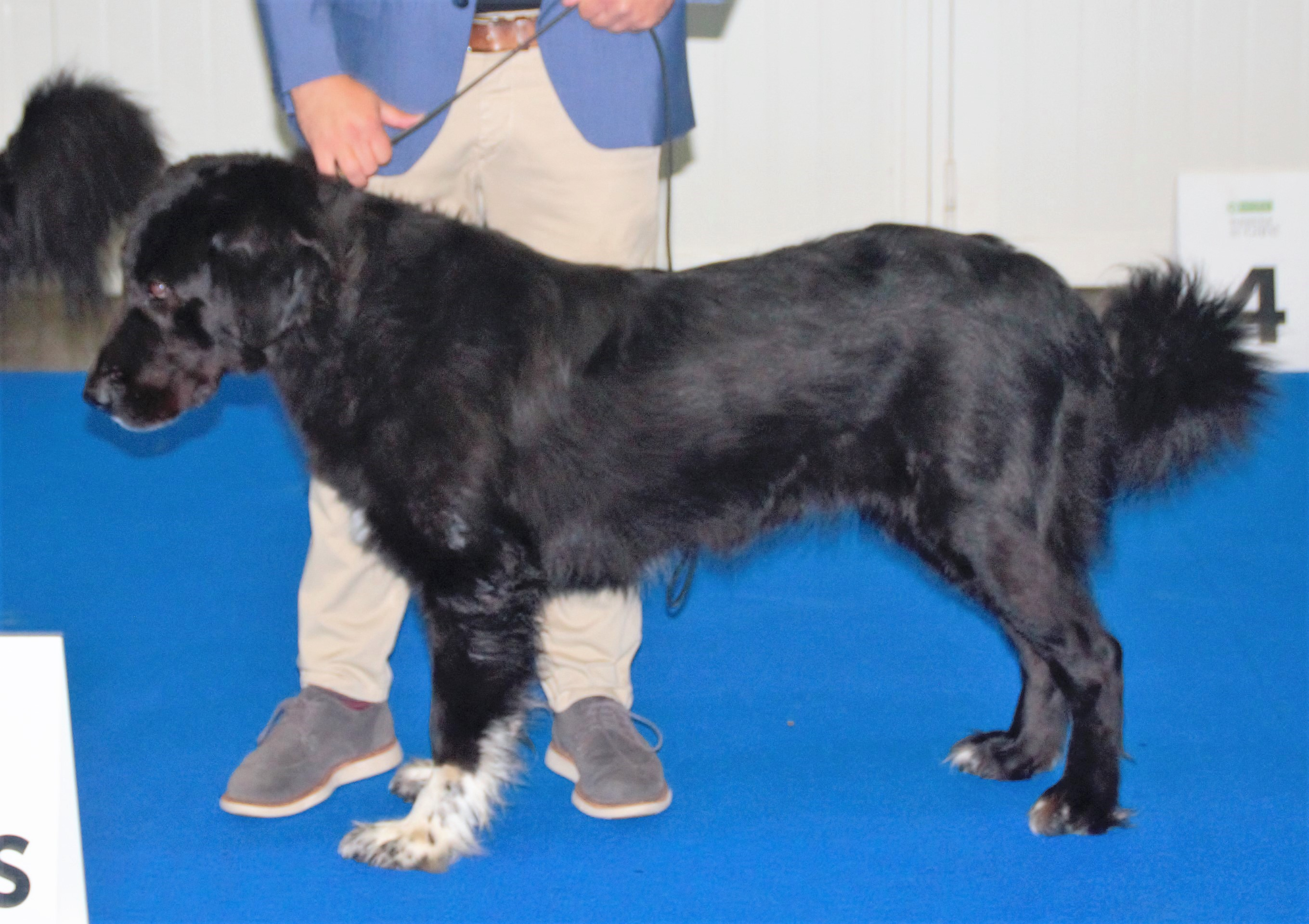
Ciobănesc corb

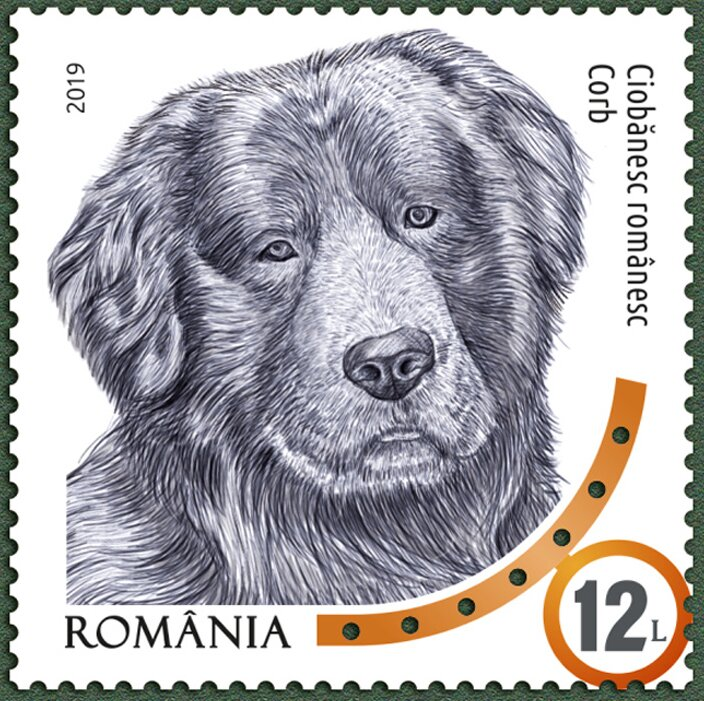
Timbru, 2019

Ciobănesc românesc corb este o rasă naturală românească ce s-a format în arealul Carpaților Meridionali și în zona subcarpatică (Dâmbovița, Argeș, Prahova, Brașov). Numele de "Corb" vine de la faptul că blana sa este neagră în întregime.
Ciobănescul românesc corb este inteligent, activ, curajos, mândru, calm și echilibrat, ascultă de stăpân și are un instinct de pază puternic. Prietenos și devotat familiei, acesta este totuși neîncrezător cu străinii. Este foarte curajos cu posibilii prădători (lupi, urși, râși). Are un lătrat foarte puternic și profund ce poate fi auzit de la distanțe mari.
Este un câine ciobănesc de stână de talie mare, deci are nevoie de mult spațiu de mișcare.
Deși este un câine mare, robust și impozant nu este un câine greoi, are nevoie să fie agil pentru a alerga după eventualii prădători, pentru a mâna turmele și a prinde vacile ce se îndepărtează de turmă. Ciobănescul românesc corb. Are blana total neagră, dar poate avea o pată albă pe piept și poate pe labe sau bot, dar cel puțin 75% din blana lui trebuie să fie neagră.